# Gustaf Wasilius Clementeoff
Gustaf Wasilius Clementeoff, född 26 augusti 1769 i Rovaniemi socken i finska Lappland, död 1 december 1826 i Nedertorneå socken, var en svensk militär.
Clementeoff blev volontär vid Österbottens regemente, rustmästare där 1781, furir 1782 och sergeant 1786. Efter att ha blivit fänrik i armén 1788 avlade han officersexamen samma år. År 1790 blev löjtnant i Kajana bataljon och 1804 premiärlöjtnant där. Han utnämndes till kapten i armén 1809 och vid Närke-Värmlands regemente 1810. År 1811 kom han till Västerbottens regemente där han blev stabskapten. Han utnämndes till major i armén 1825. Clementeoff deltog i Gustav III:s ryska krig och i 1808–1809 års krig samt i fälttåget mot Norge 1814. Sammanlagt var han med i 15 större eller mindre bataljer och belönades med guldmedalj för tapperhet i fält. Han var riddare av Svärdsorden.
Clementeoff, som tillhörde adliga ätten Clementeoff, avled på Haapaniemi majorsboställe i svenska Nedertorneå. Han var gift med Isabella Jacobina De Roo. Makarna hade två söner, varav en blev kapten och postmästare i Piteå och en blev läroverkslärare i samma stad. 